# Erik Bo Andersen
Erik Bo Andersen (ur. 14 listopada 1970 w Dronningborgu) – piłkarz duński grający na pozycji napastnika.

## Kariera klubowa
Karierę piłkarską Andersen rozpoczął w klubie Aalborg BK. W 1992 roku zadebiutował w jego barwach pierwszej lidze duńskiej. W 1993 roku dotarł z tym klubem do finału Pucharu Danii, a w 1995 roku został z nim mistrzem kraju. Z 24 golami na koncie został królem strzelców ligi w sezonie 1994/1995. Jesienią wystąpił z Aalborgiem w fazie grupowej Ligi Mistrzów.
W lutym 1996 roku Andersen przeszedł do szkockiego Rangers F.C. Kosztował 1,5 miliona funtów, a w Scottish Premier League zadebiutował 3 marca w wygranym 2:0 domowym spotkaniu z Hibernianem. W Rangersach spędził półtora roku i zdobył w tym okresie 15 goli w lidze. Rywalizował o miejsce w ataku z takimi zawodnikami jak: Gordon Durie, Peter van Vossen czy Ally McCoist.
Latem 1997 roku Andersen wrócił do Danii i został piłkarzem Odense BK. Grał tam tylko rok i spadł z klubem do drugiej ligi. Po degradcji Odense odszedł do niemieckiego MSV Duisburg i przez jeden sezon strzelił dwie bramki w niemieckiej Bundeslidze. W 2000 roku został wypożyczony do Vejle BK i podobnie jak z Odense został zdegradowany o klasę niżej. Po sezonie odszedł do norweskiego Odds BK, z którym w 2002 roku dotarł do finału Pucharu Norwegii. Ostatnim przystankiem w karierze Erika był Aalborg, w barwach którego w 2003 roku zakończył piłkarską karierę.

## Kariera reprezentacyjna
W reprezentacji Danii Andersen zadebiutował 26 kwietnia 1995 w wygranym 1:0 spotkaniu z Macedonią. W 1996 roku został powołany przez selekcjonera Richarda Møllera Nielsena do kadry na Euro 96. Tam wystąpił jedynie w wygranym 3:0 grupowym meczu z Turcją, w którym zaliczył dwie asysty przy golach Briana Laudrupa. W kadrze narodowej do końca 1996 roku rozegrał 6 meczów.